# Hóquei sobre a grama nos Jogos Pan-Americanos de 1983
As competições de hóquei sobre a grama nos Jogos Pan-Americanos de 1983 foram realizadas em Caracas, Venezuela. O torneio foi disputado apenas entre homens. Esta foi a quinta edição do esporte nos Jogos Pan-Americanos.
| Evento                         | Ouro       | Prata         | Bronze    |
| ------------------------------ | ---------- | ------------- | --------- |
| Hóquei sobre a grama masculino | CAN Canadá | ARG Argentina | CHI Chile |